# Гальдамес, Томас
Томас Игнасио Гальдамес Мильян (исп. Thomas Ignacio Galdames Millán; род. 20 ноября 1998, Сантьяго) — чилийский футболист, защитник клуба «Крылья Советов» и сборной Чили.

## Клубная карьера
Гальдамес — воспитанник клуба «Унион Эспаньола». 28 июля 2018 года в матче против «Уачипато» он дебютировал в чилийской Примере. 30 августа 2020 года в поединке против «Универсидад Католика» Томас забил свой первый гол за «Унион Эспаньола». В начале 2023 год Гальдамес перешёл в аргентинский «Годой-Крус». 30 января в матче против «Барракас Сентраль» он дебютировал в аргентинской Примере. 9 июля в поединке против «Велес Сарсфилд» Томас забил свой первый гол за «Годой-Крус». 
31 июля 2024 года Гальдамес перешёл в самарские «Крылья Советов», подписав контракт на 3 года.  

## Личная жизнь
Отец — Пабло Гальдамес, бывший игрок сборной Чили по футболу. У Томаса есть два брата, Пабло (младший) и Бенхамин, которые также являются профессиональными футболистами. Есть единокровный брат Матиас Гальдамес — тоже футболист. По материнской линии Томас и его братья связаны родством с испанской футболисткой Нереа Санчес Мильян (2004 г.р.).
16 марта 2025 года Гальдамес и его возлюбленная Джованна Гольино зарегистрировали свой брак в Самаре.

## Достижения
«Унион Эспаньола»
- Финалист Кубка Чили: 2022

## Статистика

### Клубная
| Выступление      | Выступление           | Выступление      | Лига | Лига | Кубок | Кубок | Конт. | Конт. | Итого | Итого |
| Клуб             | Лига                  | Сезон            | Игры | Голы | Игры  | Голы  | Игры  | Голы  | Игры  | Голы  |
| ---------------- | --------------------- | ---------------- | ---- | ---- | ----- | ----- | ----- | ----- | ----- | ----- |
| Унион Эспаньола  | Примера               | 2016/17          | 0    | 0    | 1     | 0     | —     | —     | 1     | 0     |
| Унион Эспаньола  | Примера               | 2017             | 0    | 0    | 0     | 0     | —     | —     | 0     | 0     |
| Унион Эспаньола  | Примера               | 2018             | 9    | 0    | 0     | 0     | —     | —     | 9     | 0     |
| Унион Эспаньола  | Примера               | 2019             | 9    | 0    | 2     | 1     | 1     | 0     | 12    | 1     |
| Унион Эспаньола  | Примера               | 2020             | 25   | 1    | —     | —     | —     | —     | 25    | 1     |
| Унион Эспаньола  | Примера               | 2021             | 21   | 2    | 7     | 2     | 2     | 0     | 30    | 4     |
| Унион Эспаньола  | Примера               | 2022             | 20   | 0    | 9     | 0     | 2     | 0     | 31    | 0     |
| Унион Эспаньола  | Итого                 | Итого            | 84   | 3    | 19    | 3     | 5     | 0     | 108   | 6     |
| Годой-Крус       | Профессиональная лига | 2023             | 32   | 2    | 1     | 0     | —     | —     | 33    | 2     |
| Годой-Крус       | Профессиональная лига | 2024             | 14   | 0    | 1     | 0     | 2     | 0     | 17    | 0     |
| Годой-Крус       | Итого                 | Итого            | 46   | 2    | 2     | 0     | 2     | 0     | 50    | 2     |
| Всего за карьеру | Всего за карьеру      | Всего за карьеру | 130  | 5    | 21    | 3     | 7     | 0     | 158   | 8     |

### Сборная
| Матчи Гальдамеса за сборную Чили | Матчи Гальдамеса за сборную Чили | Матчи Гальдамеса за сборную Чили | Матчи Гальдамеса за сборную Чили | Матчи Гальдамеса за сборную Чили | Матчи Гальдамеса за сборную Чили |
| -------------------------------- | -------------------------------- | -------------------------------- | -------------------------------- | -------------------------------- | -------------------------------- |
| №                                | Дата                             | Соперник                         | Счёт                             | Голы                             | Соревнование                     |
| 1                                | 30 июня 2024                     | Канада                           | 0:0                              | —                                | Кубок Америки по футболу 2024    |

Итого: 1 матч / 0 голов; 0 побед, 1 ничья, 0 поражений.